# 皮紐湖

皮紐湖（Panixersee），是瑞士的水庫，位於該國東南部，由格勞賓登州負責管轄，長1.5公里、寬0.3公里，面積4平方公里，海拔高度1,452米，水體容量7,300萬立方米。